# Колачкув (Мазовецьке воєводство)
Колачкув (пол. Kołaczków) — село в Польщі, у гміні Опіноґура-Ґурна Цехановського повіту Мазовецького воєводства.
Населення — 475 осіб (2011).
У 1975-1998 роках село належало до Цехановського воєводства.

## Демографія
Демографічна структура станом на 31 березня 2011 року:
|          | Загалом | Допрацездатний вік | Працездатний вік | Постпрацездатний вік |
| -------- | ------- | ------------------ | ---------------- | -------------------- |
| Чоловіки | 237     | 56                 | 159              | 22                   |
| Жінки    | 238     | 56                 | 129              | 53                   |
| Разом    | 475     | 112                | 288              | 75                   |